# Миколаєнко Тарас Дмитрович
Миколаєнко Тарас Дмитрович (* 1 червня 1981, Київ) — український громадський діяч, телеведучий, актор.

## Освіта
Народився 1 червня 1981 року в місті Київ. Навчався у 142-му ліцеї та 170-й школі м. Києва.
У 2002 році закінчив з відзнакою Київський національний економічний університет за спеціальністю фінанси.
Неодноразовий переможець різноманітних конкурсів та конференцій, лауреат іменних стипендій, серед яких «Найкращий студент КНЕУ 2001 та 2002», міського конкурсу бізнес-планів серед молоді у 2001 та 2002 рр. іменних стипендій концернів «Правекс» та «Славутич».
У 2009 році пройшов програму навчання в проекті Європейського парламенту «Українська школа політичних студій», а у 2008 — в Українському інституті розвитку фондового ринку став сертифікованим фахівцем з питань управління активами.

## Трудова діяльність
У трудовій діяльності постійно поєднував аналітичну діяльність з творчою, не обмежуючи себе лише одним заняттям.
З 2008 року є ведучим 5 каналу.
Водночас з 2002 року і дотепер працював помічником-консультантом в аналітичних службах народних депутатів України, займався розробкою та аналізом законодавчих та нормативних актів.
У період з 2002 по 2008 рік за сумісництвом працював Директором Корюківського цегельного заводу ТОВ «Еталон-Ліс».
У період з 2003 по 2005 рік також за сумісництвом працював фінансовим керівником в громадській організації «Лабораторія законодавчих ініціатив».

## Громадська діяльність
На громадських засадах з 2010 року працює керівником проектів у благодійній ініціативі «Україна — Близький Схід».

Раїса і Тарас Миколаєнко

2012 року був кандидатом у народні депутати по одномандатному виборчому округу № 219 (Київ).

## Хобі
Плавання, гра на гітарі, бокс.

## Сімейний стан
Неодружений